# César Sánchez Domínguez
|  | Si cerqueu altres usos, vegeu César Sánchez. |

César Sánchez Dominguez (Còria, Extremadura, 9 de setembre del 1971) és un exfutbolista espanyol que jugava com a porter.
El gener de 2020 fou nomenat director esportiu del València CF.

## Trajectòria
Va debutar en primera divisió jugant amb el Reial Valladolid en el partit Valladolid-Barcelona (0-6) el 24 de maig del 1992. En l'any 2000 va fitxar pel Reial Madrid on va alternar la titularitat amb Iker Casillas i va aconseguir títols tant a nivell nacional com a internacional. El 2005 fitxà pel Reial Saragossa on jugà fins al 2008, any en què l'equip aragonès baixà de categoria i va decidir fitxar pel Tottenham Hotspur FC.
Sense quasi jugar en l'equip anglès, el gener de 2009 fitxa pel València CF per a completar la nòmina de porters de l'equip valencianista.

## Palmarès
- 2 Lligues espanyoles (2001 i 2003)
- 2 Supercopes d'Espanya (2001 i 2003)
- 1 Lliga de Campions de la UEFA (2002)
- 1 Copa Intercontinental (2002)
- 1 Supercopa d'Europa (2003)